# Anthidium luizae
Anthidium luizae är en biart som beskrevs av Urban 2001. Anthidium luizae ingår i släktet ullbin, och familjen buksamlarbin. Inga underarter finns listade i Catalogue of Life.